# Canal de Pensilvania
El Canal de Pensilvania, también conocido como el Sistema de Canales de Pensilvania, era un sistema de canales estatal en Pensilvania. La pieza central de ese sistema fue la Línea Principal de Obras Públicas de Pensilvania, también conocido simplemente como Línea Principal de Obras Públicas, que conectaba a Filadelfia con Pittsburgh y que se formó a partir de un sistema híbrido de secciones de canal y líneas de ferrocarril.

## Historia
En Pensilvania, la construcción del canal comenzó con el Canal Conewago, que fue inaugurado en 1797 y que permitió a las barcazas atravesar las Cataratas de Conewago en el río Susquehanna. Cuando comenzó la construcción del canal Erie en el estado de Nueva York en 1817, Pensilvania temió entonces perder participación en el mercado de transportes de viajeros y mercancías hacia el interior del país, razón por la cual a principios del siglo XIX comenzó una ola de construcción de un canales estatales. La pieza central del sistema fue la Línea Principal de Obras Públicas, construida entre 1826 y 1834, cuya construcción costó 25 millones de dólares, que fueron sufragados íntegramente por el estado.
Una vez terminado, el Canal de Pensilvania resultó no ser del todo un canal a pesar de haber sido nombrado así. Largos tramos fueron cubiertos por ferrocarriles y, en las montañas, los barcos del canal subieron las colinas por pendientes y luego fueron tirados por caballos hasta la siguiente colina. A pesar de los problemas correspondientes en las montañas, el canal era aun así, en ese momento, una forma muy conveniente y agradable de hacer el viaje de Pittsburgh a Filadelfia y viceversa. Gracias a él se pudo reducir un viaje de ida y vuelta de 21 días a menos de cuatro días. Sin embargo la Línea Principal no resultó ser rentable y se vendió al Ferrocarril de Pensilvania en 1857. En 1860 se cerró.

## Estructura
El tramo de 395 millas (aproximadamente 636 km.) de la Línea Principal de Obras Públicas estaba dividido en cinco partes: el Ferrocarril de Filadelfia y de Columbia (P&CR), el Canal de la División Este, el Canal de la División Juniata, el Ferrocarril Allegheny Portage y ewl Canal de la División Oeste.
| Sección                                 | Ruta de transporte | Comienzo     | Fin          | Largo   | Completo |
| --------------------------------------- | ------------------ | ------------ | ------------ | ------- | -------- |
| Ferrocarril de Filadelfia y de Columbia | Ferrocarril        | Filadelfia   | Columbia     | 132 km. | 1834     |
| Canal de la División Este               | Canal              | Columbia     | Duncannon    | 69 km.  | 1834     |
| Canal División Juniata                  | Canal              | Duncannon    | Holidaysburg | 204 km. | 1832     |
| Ferrocarril Allegheny Portage           | Ferrocarril        | Holidaysburg | Johnstown    | 58 km.  | 1834     |
| Canal de la División Oeste              | Canal              | Johnstown    | Pittsburgh   | 166 km. | 1830     |

## Enlaces web
- Esta obra contiene una traducción total derivada de «Pennsylvania Canal» de Wikipedia en alemán, concretamente de esta versión del 13 de abril de 2022, publicada por sus editores bajo la Licencia de documentación libre de GNU y la Licencia Creative Commons Atribución-CompartirIgual 4.0 Internacional.
- Pennsylvania Canal Historical Marker. Explore PA History. (en inglés).
- The Pennsylvania Canal. Pennsylvania Genealogy Trails. (en inglés).

- Datos: Q7163670